# The Sims Medieval
The Sims Medieval — компьютерная игра, разработанная The Sims Studio. Является самостоятельной игрой в серии The Sims. Действие игры переносится в Средневековье. Международный релиз состоялся 22 марта 2011 года. Также была выпущена версия игры для мобильных устройств.
Игра позволяет управлять монархом и улучшать или расширять собственное королевство, а также управлять другими персонажами, выполнять задания и квесты.
Игра создавалась, как ответ на многочисленные пожелания фанатов The Sims иметь возможность переместить своих персонажей в другую временную линию. Разработчики в попытке расширить игровую аудиторию решили отказаться от свободной симуляции и сделать уклон в ролевую, стратегическую составляющую игры. Это и стало причиной провала игры, чья основная игровая аудитория — игроки The Sims быстро потеряли интерес к игре, в результате после выхода одного дополнения, выпуск обновлений к игре прекратился полностью.
Критики дали в основном положительные оценки игре, указав на множество возможностей симуляции историй, проработанность средневекового мира. Однако критики указали на странное поведение не игровых персонажей.

## Об игре
Игра завязана на жизни в эпоху западноевропейского средневековья. Игрок управляет созданным персонажем женского или мужского пола, может совершать подвиги, строить королевство и контролировать 10 персонажей разных профессий — от короля до барда. Интерфейс, музыкальное и дизайнерское оформление, настройки игры выполнены в средневековом стиле.

Монарх на задании «Мех»

Основная задача игрока в начале игры — строить Королевство за счёт выполнения заданий, которые приносят баллы для повышения уровня монарха. Игра отличается от остальных игр линейки The Sims тем, что в ней можно выиграть, достигнув вершины развития Королевства.
В отличие от других игр серии The Sims, создание персонажа, моделирование и архитектурные аспекты значительно ограничены для того, чтобы сфокусироваться на RPG-стиле игры. Например, игроки могут изменить дизайн и планировку интерьеров здания, но они не в состоянии изменить базовую структуру и форму здания. Вместо этого, в игру включены модернизации Королевства, при выборе конечной цели или «Ambition» для этого Королевства (таких, как богатство или популярности), а затем выполнение заданий, которые способствуют этой цели.
Только две потребности есть у персонажей в The Sims Средневековье: питание и бодрость. Как и в The Sims 3, в «Средневековье» у персонажей есть настроение, которое может помочь ускорить выполнение заданий или наоборот, замедлить его. У каждого персонажа в игре есть свои обязанности. Они состоят из задач, связанных с профессией персонажа, которые должны быть завершены в определённое время. Если их не выполнять, то у персонажа будет плохое настроение, что отрицательно скажется на реализации основного задания.
Задания могут быть завершены с помощью героев. Например, игрок может выполнять задания сразу двумя персонажами: торговцем и колдуном, сотрудничающими на одном приключении, или рыцарем и монархом в другом. Опыт и черты персонажа влияют на их успех, и игрок может выбирать, какая команда будет участвовать в приключении. Игрок также выбирает, какой персонаж будет руководить командой. Время, отведённое на решение задач в приключении, ограничено.
В «Средневековье» нет поколений персонажей. Так же как и в игре The Sims 2000 года, у персонажей в игре «Средневековье» всего три возраста. Персонажи по-прежнему могут рожать детей. Дети после смерти их родителей занимают их место на правах совершеннолетних.
Персонажи имеют по две нормальные черты характера и один роковой недостаток, который может быть превращён в положительную черту через приключения.
«Средневековье» в сравнении с играми основной линейки The Sims, более опасна для персонажей, которых повсюду предостерегают опасности в виде неудач, нападения разбойников, диких животных, чумы, смерти при восстании крестьян, неудачной дуэли, отравлении ядом и другое. В отличие от прошлых игр, есть определённое начало и конец игры. Игроки зарабатывают рейтинги в конце игры в зависимости от их уровня.

## Разработка
Созданием игры занималась The Sims Studio с 2008 года. Для игры использовался тот же игровой движок, что и для The Sims 3, который, однако, был значительно модифицирован. Художественный стиль игры и самих симов был полностью переработан, игра насыщена тёплыми палитрами, а симы — «живее». Разработчики заметили, что фанаты игры The Sims уже давно выражали желание «переместить во времени» своих симов в одну из эпох прошлого. Решение создать игру по средневековью разработчики объяснили большим интересом игровой аудитории к данной теме, в частности большого количества пользовательского контента, созданного по мотивам средневековья а также фактом того, что крупная часть игровой аудитории живёт в Европе.
Создание игры началось с вопроса — что значит быть человеком средневековья? Данный вопрос подвёл разработчиков тому, какими профессиями занимались эти люди: «короли, маги, барды, рыцари и так далее мы желали, чтобы игрок смог испытать разный опыт в зависимости от выбранной профессии». Разработчики хотели привлечь новую игровую аудиторию, в частности игроков, увлекающихся фэнтези и квестами. Разработчики также заметили, что многие вещи в средневековье было гораздо проще, чем в наше время, и одновременно гораздо сложнее, например, вместо сотового телефона для связи использовались голуби. Разработчики хотели сохранить в Medieval баланс, с одной стороны, игрок может управлять повседневной жизнью персонажей, с другой стороны, ему необходимо выполнять задания и развивать королевство. В целом задача создателей сводилась к цели передать как можно более достоверное чувство времени и места. Чтобы игра не выглядела, как ролевая постановка и действительно могла отразить быт средневекового человека.
Работа над игрой длилась достаточно долго, так как создатели не хотели ограничиться идеей управлять симами в средневековом мире, а также дать возможность игроку создавать своего героя и проходить испытания. Если в традиционных играх The Sims акцент делался на повседневных действиях симов, как, например посещение ванной комнаты, просмотр телевизора, то в Medieval центральную роль играют действия, связанные с квестами, для чего также было решено сократить необходимость удовлетворения базовых потребностей до сна и еды.
Над окружающим миром в Medieval работал арт-директор, имеющий опыт в создании миров в играх God of War, Ratchet & Clank. Хотя разработчики и признали, что убрали вместе с игрой ту творческую свободу, которая была в играх The Sims, тем не менее, они заметили, что хотели создать такую игру, которая позволяла игрокам уклоняться в ролевую составляющую игры и рассказывать необыкновенные истории. Разработчики заметили, что любители ролевых игр чаще всего предпочитают игры, связанные с Фентези и средневековьем, и поэтому команда надеется привлечь новую игровую аудиторию. Создатели не ставили перед собой цель создать просто дополнение к The Sims. Одно из нововведений Medieval заключается в добавлении религии, хотя разработчики ранее всегда стремились избегать данную тему, они заметили, что культура средневековья была настолько плотно связана с верой, что без неё невозможно себе представлять средневековье. Через игру разработчики хотели оставить и социальные комментарии, например, в игре доступны две религии, которые конфликтуют между собой, однако истина заключается в том, что представители обеих религий поклоняются одному и тому же богу — «стражу». Помимо этого, игрок может разными способами развивать королевство, в том числе и заниматься завоёвыванием новых земель, однако это будет истощать ресурсы королевства, делать простых граждан несчастными, а монарх получит звание презренного деспота. Команда не ставила перед собой воссоздать в полной реалистичности мир средневековья, скорее воссоздав около-фантастический и яркий образ из сказок, легенд, популярных фильмов

## Анонс и выпуск
Впервые о предстоящем выпуске игры The Sims Medieval было объявлено 3 августа 2010 года. Подробности игрового процесса были продемонстрированы на конференции Gamescom в Германии 18 августа. В декабре стало известно, что, совершив предзаказ, игрок получит доступ к ограниченному изданию, включающему помимо игры коллекцию новых вещей и одежды в игре. Выход игры состоялся 22 марта 2011 года. В России игра под названием «The Sims Средневековье» вышла 24 марта с русской локализацией.
Игра возглавила список самых продаваемых игр в США и удерживала первую позицию до середины апреля 2011 года. Всего было продано 700,000 тысяч копий игры в США и Европе.
Несмотря на хороший старт продаж, интерес к игре быстро угас среди игровой аудитории, в частности, большинство игроков не стали завершать в игре задания по амбициям королевства, что также выражалось в фактическом отсутствии видео на сайте Youtube. Редакция DvsGaming попыталась объяснить причины провала игры, заметив, что показанные трейлеры игры фактически вводили в заблуждение, заставляя поверить в то, что игрок может построить королевство с нуля, на подобии того, как можно построить дом в The Sims 3, в конце концов игра сильно ограничивала игрока в свободе творчества, а основной игровой аудиторией Medieval были фанаты игры The Sims 3, женские игроки, любящие творческую свободу. Другая причина заключается в том, что Medieval вопреки своему названию не совсем является игрой The Sims, Многих симмеров отпугнул или разочаровал факт того, что они вынуждены были заниматься стратегией, играть за монарха и улучшать королевство вместо того, чтобы сконцентрироваться на игре за любимого персонажа. Через несколько лет после выпуска игры она перестала получать обновления.
Редакция VistaNews заметила, что The Sims Medieval стала одной из самых излюбленных игр среди игроков-женщин старшего возраста. Сайт Life Игры также включил игру Medieval в список игр, рекомендованных для игры людям старшего возраста.

### Для мобильных устройств
22 сентября 2011 года была выпущена мобильная версия игры Medieval для iPhone и iPod Touch, 4 октября для Blackberry и 25 марта 2013 года для Windows Phone. В игре для Windows Phone все достижения игры сохраняются на сервисе Xbox.
Игра во многом подобна компьютерной версии, где игрок создаёт персонажа и исследует с ним средневековый мир, отправляется в приключения, проходит квесты. Игра развивается по-разному в зависимости от того, какого персонажа игрок выбрал. В игре имеются мини-игры, такие, как, например, рыбалка или сражения. Также в игре можно обустраивать жилища.

## Дополнения

### Пираты и Знать

Обложка дополнения The Sims Средневековье "Пираты и знать"

8 июля 2011 года Electronic Arts разместила трейлер дополнения для The Sims Medieval под названием «Пираты и знать», в котором было показано множество новых заданий, более сотни новых предметов и все для поиска сокровищ. Дата выхода игры состоялась 31 августа 2011 года в США и 1 сентября — в России.
В данном дополнении появились новые персонажи: пираты и знать; появились новые предметы и обмундирование для новых приключений. По сценарию развития сюжета в игре это дополнение сильно отличается от базовой игры тем, что является эпическим, в нём имеются приключения, драматические события, романтика, свадьбы особ королевской крови, придворные интриги.
В игру были добавлены: охота за сокровищами, допросы, ручные соколы и попугаи.
Главным новшеством игры можно назвать птиц-талисманов. Ручного сокола или попугая можно обучать, кормить, отправлять на охоту или на какое-нибудь задание. Птица может устроить какую-нибудь пакость обидчику персонажа, которому принадлежит. Стул для допросов используется в игре для получения какой-либо важной информации от персонажа, он заставит усаженных на него персонажей раскрыть самые сокровенные тайны и поможет игроку выполнить задания и достичь цели королевства.

## Музыка
Персонажи в игре разговаривают на симлише — вымышленном языке, созданном специально для игр серии The Sims, однако специально для Medieval, симлиш был переработан, чтобы звучать более «средневеково», в частности разработчики заметили, что постарались придать языку фонетику старо-английского языка.
Для игры Medieval была записана музыка в западноевропейском средневековом стиле. Композитором выступал известный голливудский композитор Джон Дебни, которого EA Worldwide Music Group пригласила, сочтя, что он идеально подойдёт для поставленной задачи, так как уже имел опыт в сочинении музыки разных жанров и эпох. Композиторы, работая над музыкальным полотном, хотели добиться, чтобы игрок ощутил связь с средневековым миром. Так, Дебни сочетал кинематографический стиль, народную музыку Англии, мирскую и христианскую стилистику. Команда разработчиков создавала тексты для музыкальных композиций на симлише, чьи фонетические сочетания были изменены, чтобы представлять собой устаревшею версию симлиша.
Сами мелодии представляют собой ренессансные имитации, созданные с участием средневековых музыкальных инструментов и оркестра. Сами треки обладают кинематографическим качеством и напоминают музыкальное сопровождение к фильму «Остров Головорезов» также созданного Джоном Дебни. Часть музыкальных композицией представляет собой отсылки к церковной хоральной музыке, другая же часть имеет влияние таких классических композиторов, как Бах или Эльфман. Также встречается имитация барочного менуэта и английской народной музыки. 
| №  | Название                     | Автор(ы)   | Длительность |
| -- | ---------------------------- | ---------- | ------------ |
| 1. | «Arise, Watcher»             | Джон Дебни | 3:09         |
| 2. | «The Eyes Of The Watcher»    | Джон Дебни | 2:01         |
| 3. | «Humble Beginnings»          | Джон Дебни | 2:24         |
| 4. | «A Roayal Reception»         | Джон Дебни | 2:09         |
| 5. | «Incantus Magicus»           | Джон Дебни | 2:03         |
| 6. | «The Dashing Young Falconer» | Джон Дебни | 2:06         |
| 7. | «Festival And Faire»         | Джон Дебни | 2:08         |
| 8. | «The Masquerade Ball»        | Джон Дебни | 1:59         |

| №  | Название                        | Автор(ы)   | Длительность |
| -- | ------------------------------- | ---------- | ------------ |
| 1. | «Chinchillas Abound»            | Джон Дебни | 2:07         |
| 2. | «The Snooyemeisyer̟s Lullaby»    | Джон Дебни | 1:00         |
| 3. | «Playwrights Lament»            | Джон Дебни | 1:08         |
| 4. | «Mirthful Friends»              | Джон Дебни | 1:23         |
| 5. | «The Build Masters Gigue»       | Джон Дебни | 2:03         |
| 6. | «Gathering Friends»             | Джон Дебни | 2:15         |
| 7. | «Moldhearts Hornpipe»           | Джон Дебни | 2:00         |
| 8. | «The Master Chef Of Gastrobury» | Джон Дебни | 2:08         |

| Персонаж          | Актёр озвучивания  |
| ----------------- | ------------------ |
| Женский персонаж  | Лаура Бейли        |
| Мужской персонаж  | Джидеон Эмери      |
| Женский персонаж  | Оливия Хэк         |
| Джорджина Кордова | Джорджи Киддер     |
| Женский персонаж  | Джули Натансон     |
| Мужской персонаж  | Джонатан Норсовер  |
| Младенец          | Кристина Пучелли   |
| Женский персонаж  | Синдей Рейнин-Смит |
| Мужской персонаж  | Оуен Томан         |
| Рассказчик        | Николас Джей Смит  |

## Критика
| Сводный рейтинг    | Сводный рейтинг |
| Агрегатор          | Оценка          |
| ------------------ | --------------- |
| GameRankings       | 79,13 %         |
| Metacritic         | 77/100          |
| Иноязычные издания |                 |
| Издание            | Оценка          |
| Edge               | 7/10            |
| GamePro            | [ 30 ]          |
| IGN                | 8,5/10          |
| PC Gamer (US)      | 70/100          |
| CraveOnline        | N/A             |
| The Guardian       | N/A             |

Критик сайта IGN заметил, что испытал захватывающий опыт игры в The Sims Medieval, который не могли подарить ему многочисленные продолжения и многочисленные дополнения после выпуска первой игры The Sims. Критик считает, что Medieval включает в себя лучшие качества The Sims, но заново изобретает игровой процесс, делая уклон в ролевую составляющую от песочницы с открытом миром. В целом критик заметил, что Medieval — это свежий глоток в уже далеко не свежей франшизе с отличным чувством юмора и простой механикой ролевой игры. Представитель сайта Канобу заметил, что несмотря на название и ассоциацию средневековья с грязью, войнами и суровыми законами, мир игры Medieval скорее похож на приключения Шрека, старые диснеевские мультфильмы и игру «Majesty: Симулятор королевства». Похожее мнение выразила представительница сайта StopGame, заметив, что само название «Средневековье» немного вводит в заблуждение, так как речь идёт скорее о мире, который изображают в народных сказках и старинных легендах, и нет никакой речи о эпохи грязи и фанатичности.
Критик сайта StopGame, несмотря на оригинальную идею игры, увидела в ней и элементы вторичности, например, система ежедневных обязанностей была перенята у дополнения к The Sims 3 — «Карьера», а зачатки сюжетных линий встречались уже в дополнении «Мир Приключений». Один из новых и самых интересных элементов игры — «Амбиции», которые представляют собой цели королевства, к которым должны стремиться монарх и его подданные. Амбиции позволяют следовать разнообразным квестам и подбирать для их выполнения определённых персонажей, что определённо придётся по душе игрокам, любящим принимать вызов. Критик Канобу заметил, что несмотря на большое разнообразие квестов и заданий, у игрока слишком мало свободы действий, а игра вынуждает его принимать лишь одно из нескольких доступных решений.
Рецензентка StopGame указала на не всегда адекватный искусственный интеллект персонажей. Аналогичную проблему приметил и представитель 
Канобу, заметив, что, например, общение короля и его подданных зачастую не соответствует реальностиː
Чтобы узнать мнение подданного о стране, король непременно должен завести с ним дружбу. Затем толпа новых приятелей, как в сериале, шатается по замку, принимает королевскую ванну, использует горшок его величества и чуть ли не крадет кашу из-под его царственного носа. А правителю не до этого – надо регулярно принимать жалобы жителей...Редактор сайта Канобу
Критик IGN назвал игровой мир Medieval красивым и богатым на мелкие детали и забавные ситуации. Представитель сайта Канобу заметил, что для того, чтобы понять игровой мир Medieval с его тонкостями, надо потратить на игру десяток-другой часов. Рецензентка сайта StopGame заметилa, что игра подкупает свой подробностью проработки, о чьих гранях можно долго рассказывать. Также сюжеты наполнены фирменным для игры The Sims юмором. Представитель itc.ua наоборот считает окружающий мир и сам геймплей игры упрощённым и ограниченным, а жизнь симов выглядит простой. Тем не менее сюжеты в игре могут похвастаться нехитрыми сюжетными поворотами.
Представительница сайта Stopgame оценилa художественный стиль персонажей и хорошее качество причёсок, достаточное, чтобы «в отсутствие выбора не создавать лысых персонажей». Рецензент сайта ITC заметил, что игра больше не позволяет создать персонажа с кукольной внешностью, симы наделены человеческой внешностью. Тем не менее невозможность строить здания и ограниченный режим строительства может разочаровать многих игроков.

### Ретроперспектива
Редакция CBR назвала «Средневековье» уникальной игрой в своём роде и незаслуженно всеми забытой менее, чем через 10 лет после выпуска. Игра обладает проработанным «средневековым» миром, уникальной квестовой системой и большим разнообразием разных заданий. Однако провал игры по мнению редакции был скорее связан с ошибочным маркетингом и неудачным охватом игровой аудитории, которые воспринимали «Средневековье», как продвинутое расширение к The Sims 3, но которое в итоге оказалось слишком другой игрой. Редакция советует обязательно попробовать игру поклоннику франшизы The Sims, но слишком уставшему от обыденной жизни в основной линейке игр The Sims. Несмотря на сопутствующие проблемы, The Sims Medieval стала одной из самых высоко оценённых побочных игр серии The Sims, у которой по состоянию на 2022 года имелась своя фанатская аудитория в том числе и стримеры на Youtube.